# Josef Isensee
Josef Isensee (* 10. Juni 1937 in Hildesheim) ist ein deutscher Staatsrechtler und Staatsphilosoph.

## Leben
Isensee studierte Rechtswissenschaft und Philosophie in Freiburg im Breisgau, Wien und München. Während seines Studiums wurde er Mitglied der katholischen Studentenverbindungen K.D.St.V. Hohenstaufen Freiburg (CV) und KAV Danubia Wien (ÖCV). Den juristischen Vorbereitungsdienst absolvierte er, ebenso wie die beiden juristischen Staatsexamina, in München. Von 1962 bis 1970 war er am Lehrstuhl von Walter Leisner an der Friedrich-Alexander-Universität Erlangen-Nürnberg tätig und wurde dort 1967 mit der Arbeit „Subsidiaritätsprinzip und Verfassungsrecht: eine Studie über das Regulativ des Verhältnisses von Staat und Gesellschaft“ (2. Aufl. 2001) zum Dr. iur. promoviert. 1970 habilitierte er sich, ihm wurde die Venia Legendi (Lehrberechtigung) für die Fächer „Staats- und Verwaltungsrecht“ sowie „Steuerrecht“ verliehen.
Nach seiner ersten Berufung zum ordentlichen Professor am Lehrstuhl für Staats- und Verwaltungsrecht III der Universität des Saarlandes im Jahre 1971 war er von 1975 bis zu seiner Emeritierung am 1. August 2002 Professor am Institut für Öffentliches Recht an der Rechts- und Staatswissenschaftlichen Fakultät der Rheinischen Friedrich-Wilhelms-Universität Bonn. Im Wintersemester 2002/2003 war er Gastprofessor an der Friedrich-Schiller-Universität Jena, im Wintersemester 2003/2004 Gastprofessor an der Freien Universität Berlin und im Sommersemester 2010 im Rahmen der „Otto von Freising-Gastprofessur“ Gastprofessor an der Katholischen Universität Eichstätt-Ingolstadt.

## Wirken
Die Forschungsschwerpunkte von Isensee sind Staatsorganisationsrecht, Grundrechte, Allgemeine Staatslehre und Verfassungstheorie. Er hat zahlreiche maßgebende Werke zum Staatsrecht veröffentlicht.
1973 referierte er auf der Mannheimer Jahrestagung der Vereinigung der Deutschen Staatsrechtslehrer über „Die staatsrechtliche Stellung der Ausländer in der Bundesrepublik Deutschland“. Der juristischen wie auch weiteren wissenschaftlichen Öffentlichkeit ist der Name Isensee mit dem von ihm seit 1987 gemeinsam mit seinem Heidelberger Kollegen Paul Kirchhof herausgegebenen 13-bändigen „Handbuch des Staatsrechts der Bundesrepublik Deutschland“ verbunden. Ebenso wirkmächtig war sein vor der Juristischen Gesellschaft Berlin gehaltener Vortrag über „Das Grundrecht auf Sicherheit. Zu den Schutzpflichten des freiheitlichen Verfassungsstaates“, der maßgeblich die auch vom Bundesverfassungsgericht (BVerfGE 39, 1 – Schwangerschaftsabbruch I) aufgenommene Lehre von den grundrechtlichen Schutzpflichten beeinflusste.
Seit 1986 ist Isensee ordentliches Mitglied der Nordrhein-Westfälischen Akademie der Wissenschaften und der Künste zu Düsseldorf. Im gleichen Jahre erhielt er den Bayerischen Literaturpreis (Karl-Vossler-Preis) für wissenschaftliche Darstellungen von literarischem Rang. 1997 wurde ihm die Ehrendoktorwürde doctor honoris causa scientarium iuris der Fakultät für Kanonisches Recht der Akademie für Katholische Theologie Warschau (heute: Kardinal-Stefan-Wyszyński-Universität) verliehen.
Isensee wandte sich 1999 gegen die Einführung der doppelten Staatsangehörigkeit. Er bewertete sie als „Staatsstreich des Parlaments“, da die „Staatsangehörigkeit in ihren wesentlichen Strukturen […] nur durch Verfassungsänderung aufgehoben und wesentlich umstrukturiert werden“ könne.
Isensee gehört zu den Kritikern des europarechtlich induzierten Antidiskriminierungsrechts, da dies u. a. eine aus seiner Sicht unbotmäßige Einschränkung der Privatautonomie herbeiführe. Der Gesetzgeber strebe danach, „auf die Gesinnung der Rechtsgenossen einzuwirken, jedermann eine Moralität der Gleichheit zu implantieren und eine ,Kultur der Antidiskriminierung‘ heraufzuführen“, durch deren „zwangspädagogischen Impetus“ das „Klassenmodell des Marxismus“ durchschimmere. Es bahne sich „eine Wende an, vergleichbar jener der französischen Revolution von der Frühphase, die dem offenen, negativen Freiheitsideal folgte, zur Jakobinerphase: dem Terror der Tugend im Namen der Gleichheit.“

## Ehrungen (Auswahl)
- 2012: Verdienstkreuz 1. Klasse der Bundesrepublik Deutschland[4]
- 2013: Ehrenring der Görres-Gesellschaft
- 2015: Ernst-Robert-Curtius-Preis für Essayistik

## Werke (Auswahl)
- Recht als Grenze-Grenze des Rechts, Bouvier Verlag, Bonn 2009, ISBN 978-3-416-03148-6.
- Subsidiaritätsprinzip und Verfassungsrecht, Berlin 1968, 2. Aufl. 2001.
- Die staatsrechtliche Stellung der Ausländer in der Bundesrepublik Deutschland, in: Veröffentlichungen der Vereinigung der Deutschen Staatsrechtslehrer, Bd. 34 (1974), S. 49 ff.
- Das legalisierte Widerstandsrecht, Bad Homburg [u. a.] 1969.
- Die typisierende Verwaltung, Berlin, 1976, teilw. zugl.: Erlangen-Nürnberg, Univ., Habil.-Schr., 1975.
- Wer definiert die Freiheitsrechte?, Heidelberg [u. a.] 1980.
- Das Grundrecht auf Sicherheit, Berlin [u. a.] 1983; in italienischer Übersetzung 2017 erschienen im Verlag Editoriale Scientifica, ISBN 978-88-9391-246-4.
- Handbuch des Staatsrechts der Bundesrepublik Deutschland, hrsg. von Josef Isensee und Paul Kirchhof, Heidelberg, 3. Aufl. (kurz HStR; seit 2003, 1./2. Auflage 1987–2001, 10 Bde.), darin besonders: J. Isensee, Staat und Verfassung, Bd. II, § 15; ders., Das Grundrecht als Abwehrrecht und staatliche Schutzpflicht, Bd. V, § 115.
- Hermeneutik. Studien über den Umgang der Jurisprudenz mit Normtexten im Vergleich zur biblischen Theologie und zur Literaturwissenschaft. Klostermann, Frankfurt 2023, ISBN 978-3-465-04607-3.